# 塞缪尔·威尔逊
塞缪尔·亚历山大·金尼尔·威尔逊（Samuel Alexander Kinnier Wilson，1878年12月6日—1937年5月12日）是一位美国出生的英国神经内科学家，1902年毕业于爱丁堡大学医学院。他对肝豆状核变性的研究使这种疾病以他的名字命名为威尔逊氏病（Wilson's Disease）。他是英国亚述学家詹姆斯·金尼尔·威尔逊的父亲。